# Микільське (зупинний пункт)
Микі́льське — пасажирський зупинний пункт Полтавської дирекції Південної залізниці на електрифікованій лінії Полтава-Південна — Берестин між станціями Полтава-Південна (7,6 км) та Селещина (14,7 км). Розташований між селами Марківка й Ваці з одного боку та Микільське з іншого у Полтавському районі Полтавської області. Зупинний пункт прилягає до залізничного переїзду на автошляху з Марківки до Микільського.

## Пасажирське сполучення
У 2011 році зупинний пункт було перенесено поза те місце, де дві колії сходяться в одну, і замість двох платформ обабіч двох колій (по одній для кожного з двох напрямків) споруджено одну платформу над єдиною для обох напрямків колією.
На платформі Микільське зупиняються приміські електропоїзди сполученням Полтава-Південна — Лозова.